# Kegalle
Kegalle (Singalees: Kægalla; Tamil: Kekālai) is een plaats in Sri Lanka en is de hoofdplaats van het district Kegalle.
Kegalle telde in 2001 bij de volkstelling 17.430 inwoners.